# Nesolynx seyrigi
Nesolynx seyrigi är en stekelart som först beskrevs av Jean Risbec 1952.  Nesolynx seyrigi ingår i släktet Nesolynx och familjen finglanssteklar. Inga underarter finns listade i Catalogue of Life.